# Alice Temperley

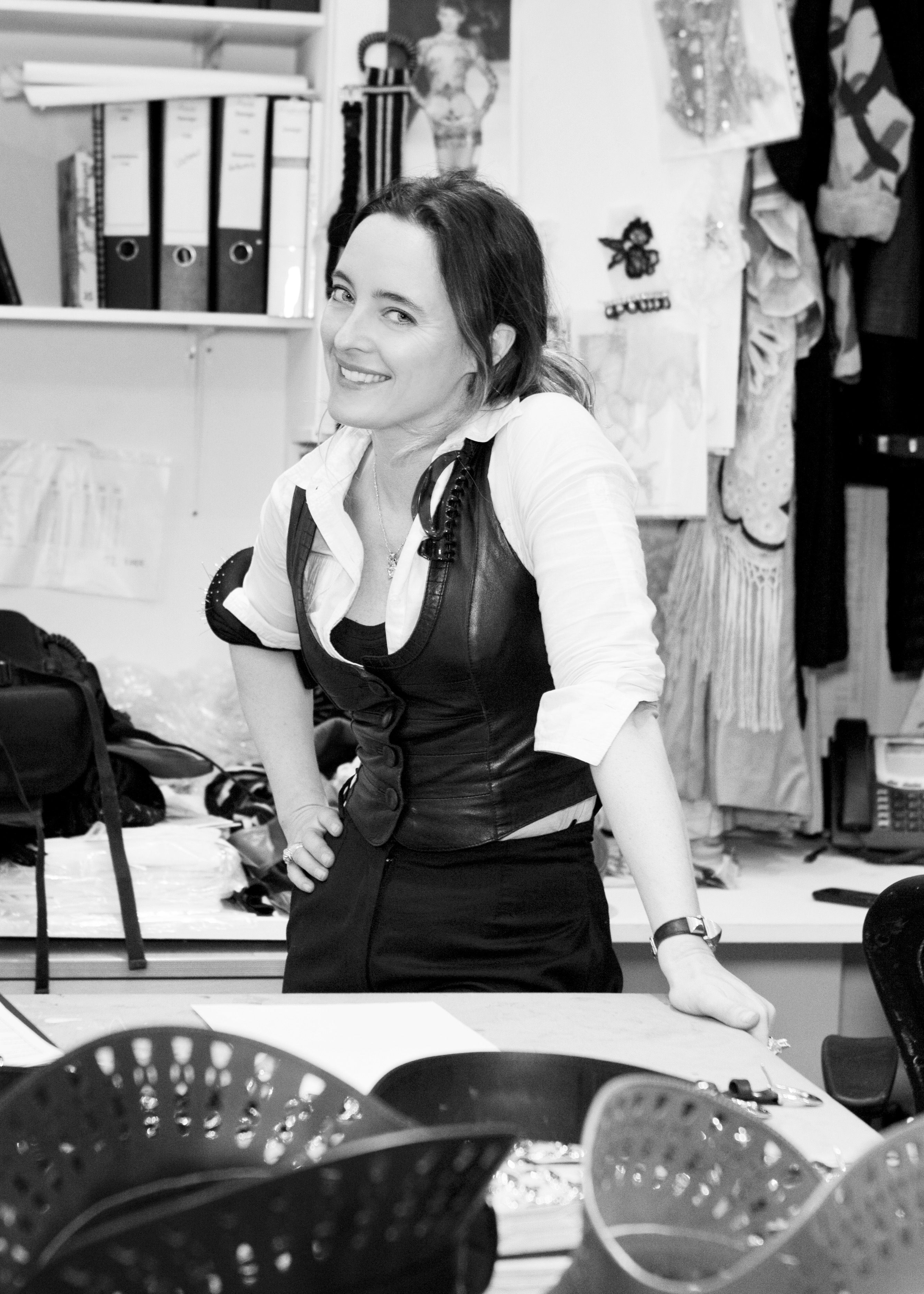
Alice Temperley

Alice Temperley (* 22. Juli 1975 in Somerset) ist eine britische Modedesignerin.
Temperley erfuhr ihre Ausbildung am Royal College of Art (London); später wechselte sie an das CSM.
2002 heiratete sie Lars von Bennigsen; mit ihm hat sie einen Sohn (* 2008).
In London gründete Temperley das Modelabel Temperley London. 2003 konnte sie in Notting Hill (Kensington & Chelsea) erfolgreich ihre erste Modeschau abhalten.

## Ehrungen und Preise
- 2004 zeichnete die Zeitschrift Elle Temperley als beste Nachwuchsdesignerin aus.